# Sonic Generations
Sonic Generations (яп. ソニックジェネレーションズ, Сонікку Дженере:шьонзу, укр. Сонік: Покоління) — відеогра серії Sonic the Hedgehog в жанрі платформер, розроблена студією Sonic Team і видана компанією Sega в 2011 році для гральних консолей Xbox 360, PlayStation 3, Nintendo 3DS та персонального комп'ютера. У Японії гра була видана під двома варіантами назви: версія для PlayStation 3 та Xbox 360 має підзаголовок Shiro no Jikū (яп. 白の時空, Сіро но Дзіку:, «Білий простір-час») тоді як 3DS версія — Ao no Bōken (яп. 青の冒険, Ао но Бо:кен, «Синя пригода»).
Sonic Generations є сумішшю ігор серії Sonic the Hedgehog, випущених для різних поколінь консолей. Її сюжет будується навколо переміщення назад у часі їжака Соніка та його зустрічі із самим собою з минулого, а також їх боротьбі з новим ворогом під іменем Пожирач часу. Гравцю доведеться вибрати класичного або сучасного Соніка для гри, стиль проходження за яких відрізняється. Гра за класичного Соніка успадковує ігрову механіку старих ігор серії, випущених у 90-ті роки, у той час, як гра за сучасним Соніком нагадує такі ігри серії, як Sonic Unleashed та Sonic Colors.
Розробка гри розпочалася у 2008 році після випуску Sonic Unleashed. Команда задумувала створити гру, присвячену 20-річчю серії Sonic the Hedgehog, і в ході розробки було вирішено поєднати різні епохи ігор про їжака Соніка, а протягом створення гри, випускати додатковий контент та продукцію до ювілею. Sonic Generations отримала переважно позитивні відгуки від ігрової преси. Оглядачі високо оцінили ігровий процес, графіку та музичний супровід, але іноді критикували управління та сюжетну лінію. На 2012 рік було продано 1,85 мільйона екземплярів гри.

## Ігровий процес
Sonic Generations є платформер, дія якого розгортається в трьох поколіннях серії Sonic the Hedgehog: класичній епосі (період з 1991 по 1998 рік), епосі Dreamcast (1998-2006) і сучасній епосі (2006-2011). Гравець керує однією з двох варіацій їжака Соніка: Класичною (англ. Classic Sonic, із зовнішністю 1991-1998 років) або Сучасною ((англ. Modern Sonic, з дизайном, що використовується після 1998 року). Крім зовнішнього вигляду, кожен із Соніків має свій стиль геймплею, що відповідає його ігровій епосі. Ігровий процес за Класичного Соніка включає рівні у двовимірній перспективі, на кшталт «старих» ігор серії, в той час рівні для Сучасного Соніка являють собою плавні переходи від двовимірного геймплею до тривимірного і нагадують ігри Sonic Unleashed і Sonic Colors. Прийоми, які можуть використовувати Соніки, також індивідуальні для кожного з них: Класичному доступні spin attack і spin dash, а Сучасному - sonic boost і homing attack. У процесі проходження гри персонажам стають доступні інші прийоми: наприклад, є можливість розблокувати homing attack для Класичного Соніка. Попри відмінності в ігровому процесі, ціль у двох Сонік одна - персонажам потрібно пройти кілька ігрових зон, кожна з яких розділена на два акти й заповнена роботами доктора Еґмана - бадніками (англ. Badnik).
Під час проходження головні герої збирають золоті кільця, які служать захистом від ворогів, а за збір 100 штук дають додаткове життя. Якщо гравцеві завдано шкоди, він втратить всі кільця, без яких персонаж гине при повторній атаці з боку ворога. Кільця, що випали після отримання шкоди, можна зібрати, але тільки протягом обмеженого часу і не більше 20 штук. На рівнях, які проходить Класичний Сонік, зустрічаються монітори, після розбивання яких гравець отримує бонуси (наприклад, тимчасову невразливість, прискорення), але в рівнях Сучасного Соніка гравцю можуть даватися додаткові очки за виконання трюків у повітрі. Крім золотих кілець, гравець також збирає червоні кільця, які відкривають бонусні матеріали в Колекційній кімнаті або роблять доступними нові навички для Соніків. Для завершення проходження рівня персонаж гравця повинен торкнутися таблички із зображенням Еґмана чи величезного кільця. Після проходження обох актів Сонік рятує одного зі своїх друзів, який до цього був у замороженому стані біля входу на рівень. Після проходження трьох зон персонаж бореться з босом.
На звичайних рівнях також передбачена можливість грати за Класичного та Сучасного Соніків у їхній суперформі: ця можливість стає доступною після її покупки в магазині «Skill Shop». Для трансформації в суперформу необхідно щонайменше 50 кілець. Після того, як гравець збере потрібну кількість, його Сонік зможе перетворитися на Супер Соніка: колір персонажа змінюється на золотий (разом з візуальними ефектами його прийомів), він ширяє над землею і невразливий до атак і небезпечних перешкод. Водночас, персонаж, як і раніше, може померти, якщо впаде в прірву, а його перебування в суперформі обмежене наявним числом кілець, які щомиті зменшується. Окрім основної гри, в Sonic Generations доступна гра через мережу, і ділиться вона на два типи: у першій потрібно пройти будь-який рівень за 30 секунд, а в другій — «Time Attack» — гравцеві потрібно швидше справлятися з бадніками й босами. Усі дані про проходження заносяться до онлайн-таблиці.

### Відкритий світ
У версії Sonic Generations для PlayStation 3, Xbox 360 та Microsoft Windows входи на всі рівні розташовані у відкритому світі під назвою «Hub World». У ньому відсутні вороги та кільця, а ігровий персонаж не може померти. На початку гри всі будівлі лише на рівні абсолютно білі і вони набувають кольору з проходження уровней. У «Hub World» гравець може вибрати, яку зону йому відвідати і яким Соніком він гратиме – Класичним чи Сучасним. Тут можна зустріти персонажів, званих противниками (англ. Rivals). Кожну епоху представляє один противник (це Метал Сонік, їжак Шедоу і їжак Сільвер) і з кожним з них Соніку слід битися. На відміну від босів, перемога над супротивниками не є обов'язковою для відкриття нових рівнів, проте після неї гравець отримує Ізумруд Хаосу, необхідний для завершення гри (всього камінів у грі є сім).
Після проходження трьох рівнів різних епох відкриваються додаткові місії, яких у грі 90. Цілі місій різні: наприклад, гравцеві потрібно пройти рівень, у якому вороги рухаються вдвічі швидше, або дійти до фінішу всього з одним кільцем. При цьому кожна місія має тимчасовий ліміт. Обов'язковою місією для кожного рівня та обох варіацій Соніка є «Doppelganger Race» (гонка допельгангера) — у ній їжак має пройти рівень швидше за свого примарного двійника. Кожному з дев'яти персонажів присвячені дві місії: в одній з них він допомагає гравцю, а в іншій є суперником. Наприкінці кожної місії, як і рівнях, виставляється ранг, проте очки не нараховуються. Після завершення місії над її входом з'являється дзвіночок. Якщо Сонік торкнеться його, звідти вилетить нота і деякий час літатиме по «Hub World». Співавши її, залежно від кольору ноти, гравець розблокує музику або зображення в Колекційній кімнаті («Collection Room»). Проходження певних місій відкриває доступ до нових навичок, які гравець може купити у магазині. Окрім рівнів, супротивників та босів у «Hub World» є інформаційний стенд із підказками та рекордами; «Skill Shop», є магазином, який призначений для покупки Соніками за очки досвіду нових здібностей, додаткових життів і навіть гри Sonic the Hedgehog (доступна тільки для консолей); та «Collection Room», у якій знаходяться бонусні матеріали, пов'язані з франшизою (наприклад, ілюстрації, статуї персонажів чи музика).

### Версія для Nintendo 3DS
Геймплей у версії Sonic Generations для Nintendo 3DS аналогічний, за тим винятком, що рівні Сучасного Соніка виконані у стилі гри Sonic Rush та Nintendo DS-версії гри Sonic Colors. Крім цього, 3DS-версія включає режим змагання для двох гравців по бездротовій мережі і через Інтернет, а також підтримує сервіс StreetPass, в якому гравець може створити свій власний профіль і вказати в ньому інформацію про себе. Гравець також може ділитися місіями (всього їх 100 штук) з іншими користувачами через StreetPass та відкривати їх за допомогою віртуальної валюти 3DS Game Coins. Як і в консольній версії, цілі місій у портативній версії також різняться, наприклад, пройти певний рівень або знищити ворогів за обмежений час. Крім мультиплеєра та онлайн-ігри, у версії для 3DS є спеціальні етапи («Special Stage») з гри Sonic Heroes, на яких гравець збирає Смарагди Хаосу для розблокування битви з Пожирачем Часу.

### Список рівнів та босів
Ігрові рівні в Sonic Generations представляє собою зони з попередніх ігор серії. Тим часом рівні та боси у версіях Sonic Generations для PlayStation 3, Xbox 360 і ПК відрізняються від версії для Nintendo 3DS; єдиним етапом, присутнім у обох версіях, це «Green Hill» із гри Sonic the Hedgehog 1991 року. Версія для PS3, X360 і ПК включає дев'ять рівнів, а версія для 3DS - сім.
| Версія для Xbox 360, PlayStation 3 й ПК | Версія для Xbox 360, PlayStation 3 й ПК | Версія для Nintendo 3DS        | Версія для Nintendo 3DS      |
| Рівень                                  | Початкова гра                           | Рівень                         | Початкова гра                |
| --------------------------------------- | --------------------------------------- | ------------------------------ | ---------------------------- |
| «Green Hill»                            | Sonic the Hedgehog (1991)               | «Green Hill»                   | Sonic the Hedgehog (1991)    |
| «Chemical Plant»                        | Sonic the Hedgehog 2 (1992)             | «Casino Night»                 | Sonic the Hedgehog 2 (1992)  |
| «Sky Sanctuary»                         | Sonic & Knuckles (1994)                 | «Mushroom Hill»                | Sonic & Knuckles (1994)      |
| «Speed Highway»                         | Sonic Adventure (1998)                  | «Emerald Coast»                | Sonic Adventure (1998)       |
| «City Escape»                           | Sonic Adventure 2 (2001)                | «Radical Highway»              | Sonic Adventure 2 (2001)     |
| «Seaside Hill»                          | Sonic Heroes (2003)                     | «Water Palace»                 | Sonic Rush (2005)            |
| «Crisis City»                           | Sonic the Hedgehog (2006)               | «Tropical Resort»              | Sonic Colors (2010)          |
| «Rooftop Run»                           | Sonic Unleashed (2008)                  | —                              | —                            |
| «Planet Wisp»                           | Sonic Colors (2010)                     | —                              | —                            |
| «Casino Night» (DLC)                    | Sonic the Hedgehog 2 (1992)             | «Special Stage»                | Sonic Heroes (2003)          |
| Бос (оригінальний рівень)               | Початкова гра                           | Бос (оригінальний рівень)      | Початкова гра                |
| Death Egg Robot (Death Egg)             | Sonic the Hedgehog 2 (1992)             | Метал Сонік                    | Sonic the Hedgehog CD (1993) |
| Метал Сонік («Stardust Speedway»)       | Sonic the Hedgehog CD (1993)            | Big Arm («Launch Base»)        | Sonic the Hedgehog 3 (1994)  |
| Ідеальний Хаос                          | Sonic Adventure (1998)                  | Їжак Шедоу                     | Sonic Adventure 2 (2001)     |
| Їжак Шедоу («Final Rush»)               | Sonic Adventure 2 (2001)                | Біолізард («Cannon’s Core»)    | Sonic Adventure 2 (2001)     |
| Їжак Сільвер                            | Sonic the Hedgehog (2006)               | Egg Emperor («Final Fortress») | Sonic Heroes (2003)          |
| Egg Dragoon («Eggmanland»)              | Sonic Unleashed (2008)                  | Їжак Сільвер                   | Sonic the Hedgehog (2006)    |
| Пожирач Часу                            |                                         | Пожирач Часу                   | —                            |

## Сюжет
Між версіями для Xbox 360, PlayStation 3, ПК та версією для Nintendo 3DS існують деякі відмінності у сюжеті, але в цілому він однаковий.
Події консольної версії Sonic Generations починаються в минулому, коли Класичний Сонік, в черговий раз пробігаючи зону «Green Hill», спостерігає появу таємничого монстра — Пожирача Часу. Нині, друзі Сучасного Соніка влаштовують йому сюрприз, організувавши пікнік на честь його дня народження. Однак на свято вривається Пожиратель Часу та переміщає всіх друзів їжака у різні періоди історії серії Sonic the Hedgehog. Сам головний герой приходить до тями в білому, пустельному місці і знаходить вхід у зону «Green Hill». Обстеживши її, Сонік звільняє одного зі своїх друзів — лисеня Тейлза, який до цього був у замороженому стані. Вони вирішують врятувати решту персонажів, тому Сучасний Сонік вирушає обчищувати зони «Chemical Plant» та «Sky Sanctuary», не знаючи, що поруч бігає Сонік із минулого. Пройшовши локації, їжак рятує ще двох друзів - їжачку Емі і єхидну Наклза, а в залі з дзеркалами обидва Соніка, нарешті, виявляють, що їх двоє. Класичний Сонік біжить на голос свого ворога доктора Роботніка (Еґмана), який збирається вбити його за допомогою величезного робота. Персонажа вдалося перемогти вченого, але відразу після цього він бачить, як Пожиратель Часу викрадає свого суперника Еґмана.
Далі Соніки зустрічають двох Тейлзів (Сучасного та Класичного); разом з ними вони розуміють, що відвідуючи різні зони, вони повертають їм кольори, тому обидва їжаки продовжують проходити їх і одночасно рятувати друзів. Після проходження рівнів «Speed Highway», «City Escape», «Seaside Hill», «Crisis City», «Roftop Run» і «Planet Wisp», головні герої рятують кролицю Крим, кажана Руж, хамелеона Еспіо, кішку Блейз, крокодила Вектора і бджолу Чармена відповідно. У певний момент Тейлзи зауважують, що Пожирачеві Часу не подобаються Смарагди Хаосу і просять Соников знайти їх усі — у кількості семи каменів. Через деякий час доктор Еґман знову намагається знищити Сучасного Соніка, цього разу за допомогою робота «Egg Dragoon», але знову зазнає поразки. Як і минулого разу, доктора знову викрадає Пожирач Часу.
Зрештою, Соніки і Тейлзи дізнаються, що Пожиратель Часу є надприродною істотою, перетвореною на машину і керованим Класичним і Сучасним Еґманами: останній знайшов його після подій гри Sonic Colors на рівні «Planet Wisp», і дізнавшись про його здатність змінювати час і простір, перетворив його на робота, вирішивши виправити з його допомогою власні помилки та здобути перемогу над синім їжаком. За допомогою монстра Еґмани намагаються знищити Соніків, і це їм майже вдається, але за підтримки з боку всіх своїх друзів і використовуючи сім Смарагдів Хаосу, їжаки перетворюються на Супер Соніків і перемагають монстра. Сучасний Сонік зі своїми друзями повертаються назад на святкування дня народження. Класичні Сонік і Тейлз теж опиняються там, але розуміють, що їм час повертатися у свій час, у минуле. Вони стрибають у тимчасову кротовину, що з'явилася; на прощання Сучасний Сонік бажає Класичному насолоджуватися своїм майбутнім. Після титрів показані два Еґмана, що застрягли в білому передчасному просторі і безрезультатно шукають звідти вихід.
Події версії Sonic Generations для Nintendo 3DS схожі на сюжет версії гри для інших платформ. Головною відмінністю є відсутність у сюжеті друзів Соніка, крім Тейлза. Через відмінності рівнів і босів між версіями, місця, які відвідують Соніки та їх опоненти, також мають відмінності. Незважаючи на це, у всіх версіях Соніки так само двічі борються з Еґманами і їх роботами («Big Arm» і «Egg Emperor») та трьома противниками (Метал Соніком, їжаком Шедоу та їжаком Сільвером).

## Розробка та вихід гри
Студії Sonic Team і Dimps приступили до створення Sonic Generations після виходу гри Sonic Unleashed у 2008 році. Розробники були розділені на три команди: одна працювала над версією Sonic Generations для консолей PlayStation 3 та Xbox 360, інша – для Nintendo 3DS; третя, англійська компанія Devil's Details, займалася портуванням на Microsoft Windows. Як продюсер проєкту виступив голова Sonic Team Такасі Іізука. Керівниками проекту стали Хіросі Міямото і Тецу Катано, раніше задіяні у створенні Sonic Riders і Sonic Storybook відповідно. Сценарій гри був написаний Кеном Понтаком та Уорреном Граффом, які працювали над написанням сюжету для попередньої гри серії - Sonic Colors.
Спочатку розробники поставили питання ідеї майбутньої гри, плануючи її як приурочену до 20-річного ювілею серії Sonic the Hedgehog. У Sonic Team вирішили, що замість того, щоб просто випустити черговий платформер, вони створять таку гру, яка може бути випущена лише з такого особливого випадку. Після цього розробники почали думати про те, як поєднати всю 20-річну історію серії в одній грі. Вирішили, що геймплей Sonic Generations буде поділено на «класичний» і «сучасний» стилі. При створенніSonic Generations для приставки Nintendo 3DS у розробників стояв вибір між портованою та окремою консольною версією гри; зрештою, було обрано друга ідея.
Гра була розділена на три частини (класична, ера Dreamcast та сучасна), і в ній присутні по три ігрові зони з ранніх основних проєктів серії Sonic the Hedgehog. Вибір зон, що у результаті увійшли до Sonic Generations, проходив шляхом опитування серед усіх співробітників Sega, включаючи американських і європейських, а також серед шанувальників серії. При виборі рівнів для 3DS-версії був зроблений ухил у нові частини серії, що виходили на Game Boy Advance і Nintendo DS, ніж на старі для Game Gear. На ігрових зонах розробники створили численні посилання та великодні яйця до старих проєктів франшизи. Як головні герої в Sonic Generations виступають лише обидві варіації Соніка - Класична та Сучасна; інші персонажі серії також присутні у грі - оскільки вони, за словами творців, є «великою частиною історії Соніка», - але тільки як неігрові герої і камео. Водночас, спеціально для Sonic Generations, розробники запровадили нового лиходія — Пожирача Часу, який виступає головним босом гри.
Як зазначалося вище, Sonic Generations створювалася для платформ PlayStation 3, Xbox 360, Windows та Nintendo 3DS; всі вони підтримують стереоскопічний 3D. Перші три платформи використовують ігровий рушій Hedgehog Engine, тоді як для останньої консолі програмісти з Dimps створили свій окремий рушій. Проєкт не був випущений на Wii через неможливість використання на цій приставці картинки високої роздільної здатності. Варіант із портуванням версії 3DS на Wii був відхилений продюсером Такаші Іізукою, який пояснив це тим, що 3DS-версія Sonic Generations – це святкування портативної історії Соніка; отже, вона мала вийти саме на портативній консолі. Чутки про портування Sonic Generations на нещодавно анонсовану тоді консоль від Nintendo, Wii U, розвіяв влітку 2011 віце-президент Sega Алан Прітчард, пославшись на відсутність необхідного для цього часу.

### Маркетинг та реліз
Перша інформація щодо гри з'явилася наприкінці 2010 року, коли віце-президент Sega Алан Прітчард натякнув в інтерв'ю журналу Game Informer про те, що компанія готує платформер, який нагадує по геймплею Sonic Colors і вийде наступного року. Анонс нової частини франшизи відбувся у квітні 2011 року, коли видавець зареєстрував новий домен SonicGenerations.com та опублікував перший тизер-трейлер гри на офіційній сторінці «Sonic the Hedgehog» у FacebookFacebook. Другий трейлер із демонстрацією ігрового процесу було показано 18 квітня і цього ж дня представники Sega офіційно підтвердили назву та логотип проекту. 23 червня, в день 20-річчя Соніка, і в середині жовтня, у сервісах PlayStation Network та Xbox Live з'явилися демоверсії Sonic Generations з рівнем «Green Hill». При цьому перша була моментально зламана гравцями і завдяки цьому публіка дізналася назви ігрових зон, бонусів, босів, деяких персонажів і режимів.
Для привернення уваги до Sonic Generations та ювілею серії Sonic the Hedgehog, Sega вклала кошти у низку гучних ініціатив та провела кілька заходів. Гра демонструвалася на виставках та заходах Electronic Entertainment Expo 2011 (7-9 червня, Лос-Анджелес), Sonic Boom (8 червня, Лос-Анджелес), Joypolis (з 11 червня по 10 липня, Токіо), Gamescom (17-21 серпня, Кельн), Penny Arcade Expo (26-28 серпня, Сіетл), Tokyo Game Show (15-18 вересня, Тіба), Eurogamer Expo (22 -25 вересня, Лондон), ІгроСвіт (6-9 жовтня, Москва), New York Comic Con (13-16 жовтня,Нью-Йорк); турніри з Sonic Generations були проведені на заході GAMEFest (Бірмінгем та Мадрид, 16-18 вересня та з 29 вересня по 2 жовтня відповідно). Рекламна кампанія з просування гри проводилася на благодійній акції «The Amazing Sonic Quest», каналах британської телевізійної мережі Sky, мультсеріалі «Сімпсони», спортивному заході зі скейтбордингу «Sonic Generations of Skate», а також у парках розваг компанії Six Flags Entertainment Corporation та у французькій мережі ресторанів Flunch.
Sonic Generations вийшла в кінці 2011 року і продавалася як на фізичному носії (DVD, Blu-ray, картридж), так і в сервісах цифрової дистрибуції (Steam, Xbox Live, PlayStation Network, Nintendo eShop). З цього ж року видавництвом Brady Games випускалися книги, де містилося керівництво та додаткова інформація щодо гри.

### Додатковий контент, спеціальні видання та попередні замовлення
У Європі та Австралії вийшло обмежене колекційне видання гри Sonic Generations: Collectors Editon. Крім самої Sonic Generations, воно включало фігурки Класичного і Сучасного Соніка, ексклюзивне «Золоте кільце», книгу 20 Years of Sonic Art, з раніше не публікованими ескізами і зображеннями за останні 20 років, музичний альбом Sonic Generations: 20 Years of Sonic Music, документальний фільм з колекцією інтерв'ю History of Sonic: Birth of an Icon і на додаток до всього, завантажувальний бонусний контент. У Японії був доступний набір Sonic Generations 20th Anniversary Set, що містить кристалічний куб, шматок тканини із зображенням Соніків і, залежно від версії, один із двох музичних альбомів із музикою різних ігор серії, минулих років. Вищезгадані альбоми також надавалися в цій країні під час передзамовлення разом з грою.
Для тих, хто здійснив попереднє замовлення версії гри для PlayStation 3 або Xbox 360 на сайтах GameStop і GAME як бонус був обіцяний додатковий завантажуваний контент Exclusive Stage Pack, до якого входять: мінігра пінбол, заснована на рівні «Casino Night», тема для консолі, а для Xbox 360-версії - костюм Супер Соніка для аватара. При попередньому замовленні гри з GAME Australia також була обіцяна Соніківська шапка (подібний бонус вже пропонувався для передзамовників Sonic Colors). Мінігра з «Casino Night» планувалася до виходу на сервісі Steam 26 грудня 2011, але з'явилася там тільки в січні наступного року.
Інтернет-магазин The Hut Group, для передзамовників версії для Xbox 360, пропонував набір з трьох костюмів для аватара (Соніка, Супер Соніка та класичної Емі Роуз); а з версією для PlayStation 3 - динамічну тему з Класичним та Сучасним Соніками. 7 і 8 грудня відповідно теми та костюми для аватарів стали доступними у сервісах PlayStation Network та Xbox Live.
При попередньому замовленні Sonic Generations на Steam покупець безкоштовно отримував ігри Sonic 3D Blast і Sonic 3 & Knuckles.

## Саундтрек
Саундтрек Sonic Generations є реміксами музичних композицій, що використовувалися в попередніх іграх серії. У кожній ігровій зоні звучить ремікс її оригінального треку, але вони різняться залежно від обраного гравцем Соніка — Класичного або Сучасного. Над композиціями всіх треків працював музикант Дзюн Сеноуе, який складав музику до багатьох ігор серії, починаючи з Sonic the Hedgehog 3. З аранжуваннями допомагали Кен'їті Токої, Масато Накамура, Такахіто Егуті, Річард Джейкс, Наофумі Хатая та інші. Для запису деяких композицій були запрошені вокаліст Тоні Харнелл та гурти Crush 40 та Cash Cash.
У Європі та Австралії частиною колекційного видання гри був компакт-диск Sonic Generations: 20 Years of Sonic Music, який складався з музичних тем перших рівнів різних ігор серії. У Японії разом із заздалегідь замовленою грою покупець отримував аналогічний бонусний диск: History of the 1st Stage Original Soundtrack White Edition (при попередньому замовленні консольних версій) або History of the 1st Stage Original Soundtrack Blue Edition (при попередньому замовленні 3DS-версії). Кожен з них містив половину тих треків, що були в 20 Years of Sonic Music. Вихід музичного альбому Sonic Generations Original Soundtrack: Blue Blur (яп. ソニック ジェネレーションズ　オリジナルサウンドトラック　ブルー・ブラー, Сонікку Дженере:сендзу Орідзінару Саундоторакку Буру: Бура:) із саундтреком обох версій гри відбувся 11 січня 2012 року в Японії Крім основних альбомів, музика із Sonic Generations була присутня в альбомі 2016 року Sonic the Hedgehog 25th Anniversary Selection, випуск якого був присвячений 25-річчю серії Sonic the Hedgehog.
| Sonic Generations: 20 Years of Sonic Music | Sonic Generations: 20 Years of Sonic Music           | Sonic Generations: 20 Years of Sonic Music | Sonic Generations: 20 Years of Sonic Music | Sonic Generations: 20 Years of Sonic Music | Sonic Generations: 20 Years of Sonic Music |
| #                                          | Назва                                                | Автор слів                                 | Автор музики                               | Виконавець                                 | Тривалість                                 |
| ------------------------------------------ | ---------------------------------------------------- | ------------------------------------------ | ------------------------------------------ | ------------------------------------------ | ------------------------------------------ |
| 1.                                         | «SEGA»                                               |                                            | Sega                                       |                                            | 0:04                                       |
| 2.                                         | «Angel Island — Act I» (Sonic 3)                     |                                            | Sega                                       |                                            | 2:41                                       |
| 3.                                         | «Mushroom Hill — Act I» (Sonic & Knuckles)           |                                            | Sega                                       |                                            | 2:01                                       |
| 4.                                         | «Splash Hill — Act I» (Sonic 4: Episode I)           |                                            | Дзюн Сеноуе                                |                                            | 1:13                                       |
| 5.                                         | «PalmTree Panic — Present» (Sonic CD)                |                                            | Наофумі Хатая                              |                                            | 2:17                                       |
| 6.                                         | «Toxic Caves» (Sonic Spinball)                       |                                            | Говард Дроссін                             |                                            | 3:01                                       |
| 7.                                         | «Green Grove — Act I» (Sonic 3D Blast)               |                                            | Дзюн Сеноуе                                |                                            | 3:17                                       |
| 8.                                         | «Midnight Greenhouse» (Knuckles’ Chaotix)            |                                            | Дзюнко Сірацу                              |                                            | 3:06                                       |
| 9.                                         | «Lovers» (Sonic Championship)                        |                                            | Макі Мороу                                 |                                            | 2:26                                       |
| 10.                                        | «Can You Feel the Sunshine» (Sonic R)                | Річард Джейкс                              | Річард Джейкс                              | Ті Джей Девіс                              | 2:54                                       |
| 11.                                        | «Right There, Ride On» (Sonic Rush)                  |                                            | Хідекі Наганума                            |                                            | 1:41                                       |
| 12.                                        | «Planet Kingdom — Act I» (Sonic Rush Adventure)      |                                            | Томоя Отані                                |                                            | 3:01                                       |
| 13.                                        | «Blue Azure World» (Sonic Adventure)                 |                                            | Дзюн Сеноуе                                |                                            | 4:15                                       |
| 14.                                        | «Escape from the City» (Sonic Adventure 2)           |                                            | Дзюн Сеноуе                                | Тед Полі, Тоні Харнелл                     | 2:21                                       |
| 15.                                        | «Seaside Hill» (Sonic Heroes)                        |                                            | Дзюн Сеноуе                                |                                            | 2:56                                       |
| 16.                                        | «Theme of Metal City» (Sonic Riders)                 |                                            | Томонорі Савада                            |                                            | 2:57                                       |
| 17.                                        | «Quick Trip to Paradise» (Sonic Rivals)              |                                            | Дзюн Сеноуе, Лі Бротертон                  |                                            | 2:56                                       |
| 18.                                        | «Westopolis» (Shadow the Hedgehog)                   |                                            | Дзюн Сеноуе                                |                                            | 2:50                                       |
| 19.                                        | «Let the Speed Mend It» (Sonic and the Secret Rings) | Runblebee                                  | Кен'їті Токої                              | Runblebee                                  | 3:45                                       |
| 20.                                        | «Camelot Castle» (Sonic and the Black Knight)        |                                            | Дзюн Сеноуе                                |                                            | 3:19                                       |
| 21.                                        | «The Water’s Edge» (Sonic 2006)                      |                                            | Маріко Намба, Томоя Отані                  |                                            | 3:33                                       |
| 22.                                        | «Windmill Isle — Day» (Sonic Unleashed)              |                                            | Томоя Отані                                |                                            | 5:05                                       |
| 23.                                        | «Tropical Resort — Act I» (Sonic Colors)             |                                            | Томоя Отані                                |                                            | 4:23                                       |
| 66:02                                      |                                                      |                                            |                                            |                                            |                                            |

| History of the 1ST Stage Original Soundtrack White Edition | History of the 1ST Stage Original Soundtrack White Edition | History of the 1ST Stage Original Soundtrack White Edition | History of the 1ST Stage Original Soundtrack White Edition | History of the 1ST Stage Original Soundtrack White Edition | History of the 1ST Stage Original Soundtrack White Edition |
| #                                                          | Назва                                                      | Автор слів                                                 | Автор музики                                               | Виконавець                                                 | Тривалість                                                 |
| ---------------------------------------------------------- | ---------------------------------------------------------- | ---------------------------------------------------------- | ---------------------------------------------------------- | ---------------------------------------------------------- | ---------------------------------------------------------- |
| 1.                                                         | «SEGA Call»                                                |                                                            | Sega                                                       |                                                            | 0:04                                                       |
| 2.                                                         | «Angel Island» (Sonic 3)                                   |                                                            | Sega                                                       |                                                            | 2:41                                                       |
| 3.                                                         | «Splash Hill» (Sonic 4: Episode I)                         |                                                            | Дзюн Сеноуе                                                |                                                            | 1:13                                                       |
| 4.                                                         | «Palmtree Panic» (Sonic CD)                                |                                                            | Наофумі Хатая                                              |                                                            | 2:17                                                       |
| 5.                                                         | «Green Grove» (Sonic 3D Blast)                             |                                                            | Дзюн Сеноуе                                                |                                                            | 3:17                                                       |
| 6.                                                         | «Resort Island» (Sonic R)                                  |                                                            | Річард Джейкс                                              |                                                            | 2:54                                                       |
| 7.                                                         | «Emerald Coast (Azure Blue World)» (Sonic Adventure)       |                                                            | Дзюн Сеноуе                                                |                                                            | 4:15                                                       |
| 8.                                                         | «City Escape (Escape from the City)» (Sonic Adventure 2)   | Тед Полі                                                   | Дзюн Сеноуе                                                | Тед Полі, Тоні Харнелл                                     | 2:22                                                       |
| 9.                                                         | «Westopolis» (Shadow the Hedgehog)                         |                                                            | Дзюн Сеноуе                                                |                                                            | 2:50                                                       |
| 10.                                                        | «Forest Falls» (Sonic Rivals)                              |                                                            | Кріс Резансон                                              |                                                            | 2:56                                                       |
| 11.                                                        | «Wave Ocean» (Sonic 2006)                                  |                                                            | Маріко Намба, Томоя Отані                                  |                                                            | 3:33                                                       |
| 12.                                                        | «Windmill Isle — Day» (Sonic Unleashed)                    |                                                            | Томоя Отані                                                |                                                            | 5:03                                                       |
| 33:25                                                      |                                                            |                                                            |                                                            |                                                            |                                                            |

| History of the 1ST Stage Original Soundtrack Blue Edition | History of the 1ST Stage Original Soundtrack Blue Edition | History of the 1ST Stage Original Soundtrack Blue Edition | History of the 1ST Stage Original Soundtrack Blue Edition | History of the 1ST Stage Original Soundtrack Blue Edition | History of the 1ST Stage Original Soundtrack Blue Edition |
| #                                                         | Назва                                                     | Автор слів                                                | Автор музики                                              | Виконавець                                                | Тривалість                                                |
| --------------------------------------------------------- | --------------------------------------------------------- | --------------------------------------------------------- | --------------------------------------------------------- | --------------------------------------------------------- | --------------------------------------------------------- |
| 1.                                                        | «SEGA Call»                                               |                                                           | Sega                                                      |                                                           | 0:04                                                      |
| 2.                                                        | «Mushroom Hill» (Sonic & Knuckles)                        |                                                           | Sega                                                      |                                                           | 2:00                                                      |
| 3.                                                        | «Toxic Caves» (Sonic Spinball)                            |                                                           | Говард Дроссін                                            |                                                           | 3:01                                                      |
| 4.                                                        | «Botanic Base» (Knuckles’ Chaotix)                        |                                                           | Дзюнко Сірацу, Маріко Намба                               |                                                           | 3:06                                                      |
| 5.                                                        | «South Island» (Sonic the Fighters)                       |                                                           | Макі Мороу                                                |                                                           | 2:26                                                      |
| 6.                                                        | «Seaside Hill» (Sonic Heroes)                             |                                                           | Дзюн Сеноуе                                               |                                                           | 2:56                                                      |
| 7.                                                        | «Leaf Storm» (Sonic Rush)                                 |                                                           | Хідекі Наганума                                           |                                                           | 1:42                                                      |
| 8.                                                        | «Plant Kingdom» (Sonic Rush Adventure)                    |                                                           | Томоя Отані                                               |                                                           | 3:01                                                      |
| 9.                                                        | «Metal City» (Sonic Riders)                               |                                                           | Томонорі Савада                                           |                                                           | 2:57                                                      |
| 10.                                                       | «Sand Oasis» (Sonic and the Secret Rings)                 | Runblebee                                                 | Кен'їті Токої                                             | Runblebee                                                 | 3:43                                                      |
| 11.                                                       | «Camelot Castle» (Sonic and the Black Knight)             |                                                           | Дзюн Сеноуе                                               |                                                           | 3:18                                                      |
| 12.                                                       | «Tropical Resort» (Sonic Colors)                          |                                                           | Томоя Отані                                               |                                                           | 4:23                                                      |
| 32:37                                                     |                                                           |                                                           |                                                           |                                                           |                                                           |

| Sonic Generations Original Soundtrack: Blue Blur. Диск 1 | Sonic Generations Original Soundtrack: Blue Blur. Диск 1                                   | Sonic Generations Original Soundtrack: Blue Blur. Диск 1 | Sonic Generations Original Soundtrack: Blue Blur. Диск 1       | Sonic Generations Original Soundtrack: Blue Blur. Диск 1 | Sonic Generations Original Soundtrack: Blue Blur. Диск 1 |
| #                                                        | Назва                                                                                      | Автор слів                                               | Автор музики                                                   | Виконавець                                               | Тривалість                                               |
| -------------------------------------------------------- | ------------------------------------------------------------------------------------------ | -------------------------------------------------------- | -------------------------------------------------------------- | -------------------------------------------------------- | -------------------------------------------------------- |
| 1.                                                       | «Title»                                                                                    |                                                          | Масато Накамура, Дзюн Сеноуе                                   |                                                          | 0:21                                                     |
| 2.                                                       | «Green Hill: Act 1»                                                                        |                                                          | Масато Накамура, Наофумі Хатая                                 |                                                          | 1:49                                                     |
| 3.                                                       | «Green Hill: Act 2 — Normal»                                                               |                                                          | Масато Накамура, Дзюн Сеноуе                                   |                                                          | 2:21                                                     |
| 4.                                                       | «Green Hill: Act 2 — Fast»                                                                 |                                                          | Масато Накамура, Дзюн Сеноуе                                   |                                                          | 2:22                                                     |
| 5.                                                       | «Chemical Plant: Act 1»                                                                    |                                                          | Масато Накамура, Наофумі Хатая                                 |                                                          | 2:18                                                     |
| 6.                                                       | «Chemical Plant: Act 2»                                                                    |                                                          | Масато Накамура, Дзюн Сеноуе                                   |                                                          | 2:44                                                     |
| 7.                                                       | «Sky Sanctuary: Act 1»                                                                     |                                                          | Sega, Наофумі Хатая                                            |                                                          | 2:18                                                     |
| 8.                                                       | «Sky Sanctuary: Act 2 — Normal»                                                            |                                                          | Sega, Дзюн Сеноуе                                              |                                                          | 2:17                                                     |
| 9.                                                       | «Sky Sanctuary: Act 2 — Fast»                                                              |                                                          | Sega, Дзюн Сеноуе                                              |                                                          | 2:20                                                     |
| 10.                                                      | «Run Through the Speed Highway — Cash Cash RMX / Speed Highway: Act 1»                     |                                                          | Дзюн Сеноуе, Cash Cash                                         |                                                          | 2:20                                                     |
| 11.                                                      | «Run Through the Speed Highway / Speed Highway: Act 2»                                     |                                                          | Дзюн Сеноуе                                                    |                                                          | 3:42                                                     |
| 12.                                                      | «Going Down!? — Cash Cash vs. Jun Senoue RMX / Speed Highway: Act 2 — Skyscraper Downhill» |                                                          | Фуміе Куматані, Дзюн Сеноуе, Cash Cash                         |                                                          | 0:55                                                     |
| 13.                                                      | «Escape from the City — Cash Cash RMX / City Escape: Act 1»                                | Тед Полі                                                 | Дзюн Сеноуе,                                                   | Тед Полі, Тоні Харнелл                                   | 2:36                                                     |
| 14.                                                      | «Escape from the City — Blue Blur RMX / City Escape: Act 2»                                | Тед Полі                                                 | Дзюн Сеноуе                                                    | Тед Полі, Тоні Харнелл                                   | 3:40                                                     |
| 15.                                                      | «Mad Convoy Race / City Escape: Act 2 — GUN Convoy Battle»                                 |                                                          | Дзюн Сеноуе                                                    |                                                          | 0:51                                                     |
| 16.                                                      | «Seaside Hill: Act 1»                                                                      |                                                          | Дзюн Сеноуе, Річард Джейкс                                     |                                                          | 2:43                                                     |
| 17.                                                      | «Seaside Hill: Act 2»                                                                      |                                                          | Дзюн Сеноуе, Наофумі Хатая                                     |                                                          | 4:06                                                     |
| 18.                                                      | «Crisis City: Act 1»                                                                       |                                                          | Томоя Отані                                                    |                                                          | 2:31                                                     |
| 19.                                                      | «Crisis City: Act 2»                                                                       |                                                          | Томоя Отані                                                    |                                                          | 3:03                                                     |
| 20.                                                      | «Rooftop Run: Act 1»                                                                       |                                                          | Томоя Отані                                                    |                                                          | 3:38                                                     |
| 21.                                                      | «Rooftop Run: Act 2»                                                                       |                                                          | Томоя Отані                                                    |                                                          | 2:34                                                     |
| 22.                                                      | «Planet Wisp: Color Power / Pink Spike»                                                    |                                                          | Томоя Отані                                                    |                                                          | 0:20                                                     |
| 23.                                                      | «Planet Wisp: Act 1»                                                                       |                                                          | Кен'їті Токої                                                  |                                                          | 3:24                                                     |
| 24.                                                      | «Planet Wisp: Color Power / Orange Rocket»                                                 |                                                          | Томоя Отані                                                    |                                                          | 0:09                                                     |
| 25.                                                      | «Planet Wisp: Act 2»                                                                       |                                                          | Кен'їті Токої                                                  |                                                          | 2:56                                                     |
| 26.                                                      | «End Roll Medley Ver. 1»                                                                   |                                                          | Масато Накамура, Sega, Дзюн Сеноуе, Томоя Отані, Кен'їті Токої |                                                          | 7:24                                                     |
| 65:42                                                    |                                                                                            |                                                          |                                                                |                                                          |                                                          |

| Sonic Generations Original Soundtrack: Blue Blur. Диск 2 | Sonic Generations Original Soundtrack: Blue Blur. Диск 2                    | Sonic Generations Original Soundtrack: Blue Blur. Диск 2         | Sonic Generations Original Soundtrack: Blue Blur. Диск 2 | Sonic Generations Original Soundtrack: Blue Blur. Диск 2 |
| #                                                        | Назва                                                                       | Автор музики                                                     | Виконавець                                               | Тривалість                                               |
| -------------------------------------------------------- | --------------------------------------------------------------------------- | ---------------------------------------------------------------- | -------------------------------------------------------- | -------------------------------------------------------- |
| 1.                                                       | «Title (Short Ver.)»                                                        | Масато Накамура, Дзюн Сеноуе                                     |                                                          | 0:13                                                     |
| 2.                                                       | «Casino Night: Act 1»                                                       | Масато Накамура, Наофумі Хатая                                   |                                                          | 2:15                                                     |
| 3.                                                       | «Casino Night: Act 2»                                                       | Масато Накамура, Дзюн Сеноуе, Ацусі «Сусі» Косугі                |                                                          | 4:02                                                     |
| 4.                                                       | «Mushroom Hill: Act 1»                                                      | Sega, Наофумі Хатая                                              |                                                          | 2:13                                                     |
| 5.                                                       | «Mushroom Hill: Act 2»                                                      | Sega, Дзюн Сеноуе                                                |                                                          | 3:01                                                     |
| 6.                                                       | «Blue Azure World / Emerald Coast: Act 1»                                   | Дзюн Сеноуе                                                      |                                                          | 4:13                                                     |
| 7.                                                       | «Windy and Ripply / Emerald Coast: Act 2»                                   | Дзюн Сеноуе                                                      |                                                          | 3:14                                                     |
| 8.                                                       | «Vengeance Is Mine — Cash Cash RMX / Radical Highway: Act 1»                | Дзюн Сеноуе, Cash Cash                                           |                                                          | 3:26                                                     |
| 9.                                                       | «Vengeance Is Mine — Circuit Freq RMX / Radical Highway: Act 2»             | Дзюн Сеноуе, Circuit Freq                                        |                                                          | 2:43                                                     |
| 10.                                                      | «Back 2 Back — Digital Remakin’ Track / 2-10. Water Palace: Act 1»          | Хідекі Наганума                                                  |                                                          | 2:47                                                     |
| 11.                                                      | «Back 2 Back — Cash Cash RMX / Water Palace: Act 2»                         | Хідекі Наганума, Cash Cash                                       |                                                          | 2:59                                                     |
| 12.                                                      | «Tropical Resort — Color Power / Red Burst»                                 | Томоя Отані                                                      |                                                          | 0:26                                                     |
| 13.                                                      | «Tropical Resort: Act 1»                                                    | Томоя Отані                                                      |                                                          | 4:22                                                     |
| 14.                                                      | «Tropical Resort — Color Power / Cyan Laser»                                | Томоя Отані                                                      |                                                          | 0:17                                                     |
| 15.                                                      | «Tropical Resort: Act 2»                                                    | Томоя Отані                                                      |                                                          | 3:35                                                     |
| 16.                                                      | «Boss Battle: Big Arms»                                                     | Sega, Cash Cash                                                  |                                                          | 3:37                                                     |
| 17.                                                      | «Supporting Me… / Boss Battle: Biolizard»                                   | Хейго Тані, Фуміе Куматані, Річард Джейкс                        | Еверетт Бредлі                                           | 3:27                                                     |
| 18.                                                      | «Boss Battle: Egg Emperor»                                                  | Дзюн Сеноуе                                                      |                                                          | 2:38                                                     |
| 19.                                                      | «Special Stage»                                                             | Наофумі Хатая, Cash Cash                                         |                                                          | 2:31                                                     |
| 20.                                                      | «End Roll Medley ver. 2»                                                    | Масато Накамура, Sega, Дзюн Сеноуе, Хідекі Наганума, Томоя Отані |                                                          | 7:22                                                     |
| 21.                                                      | «Super Sonic Racing — Cash Cash vs. Jun Senoue RMX / Challenge / Mission 1» | Річард Джейкс, Cash Cash                                         | Алекс Маклауф                                            | 3:16                                                     |
| 22.                                                      | «Challenge / Mission 2»                                                     | Дзюн Сеноуе, Sega                                                |                                                          | 2:30                                                     |
| 23.                                                      | «Challenge / Mission 3»                                                     | Кен'їті Токої                                                    |                                                          | 2:50                                                     |
| 24.                                                      | «Challenge / Mission 4»                                                     | Дзюн Сеноуе, Sega                                                |                                                          | 2:06                                                     |
| 25.                                                      | «Challenge / Mission 5»                                                     | Річард Джейкс                                                    |                                                          | 2:59                                                     |
| 73:02                                                    |                                                                             |                                                                  |                                                          |                                                          |

| Sonic Generations Original Soundtrack: Blue Blur. Диск 3 | Sonic Generations Original Soundtrack: Blue Blur. Диск 3                             | Sonic Generations Original Soundtrack: Blue Blur. Диск 3 | Sonic Generations Original Soundtrack: Blue Blur. Диск 3                                    | Sonic Generations Original Soundtrack: Blue Blur. Диск 3 | Sonic Generations Original Soundtrack: Blue Blur. Диск 3 |
| #                                                        | Назва                                                                                | Автор слів                                               | Автор музики                                                                                | Виконавець                                               | Тривалість                                               |
| -------------------------------------------------------- | ------------------------------------------------------------------------------------ | -------------------------------------------------------- | ------------------------------------------------------------------------------------------- | -------------------------------------------------------- | -------------------------------------------------------- |
| 1.                                                       | «Title Demo»                                                                         |                                                          | Дзюн Сеноуе                                                                                 |                                                          | 0:42                                                     |
| 2.                                                       | «Rival Battle: Metal Sonic»                                                          |                                                          | Наофумі Хатая                                                                               |                                                          | 1:48                                                     |
| 3.                                                       | «Rival Battle: Metal Sonic (US ver.)»                                                |                                                          | Спенсер Нільсен, Алекс Маклауф                                                              |                                                          | 2:03                                                     |
| 4.                                                       | «For True Story — Circuit Freq RMX / Rival Battle: Shadow the Hedgehog»              |                                                          | Хейго Тані, Фуміе Куматані, Circuit Freq                                                    | Еверетт Бредлі                                           | 2:20                                                     |
| 5.                                                       | «Live & Learn (Short ver.) / Rival Battle: Shadow the Hedgehog — Sonic Attack»       | Джонні Джіоелі                                           | Дзюн Сеноуе                                                                                 | Crush 40                                                 | 0:48                                                     |
| 6.                                                       | «All Hail Shadow (Short Ver.) / Rival Battle: Shadow the Hedgehog — Shadow Attack»   | Майк Щутер                                               | Дзюн Сеноуе                                                                                 | Crush 40                                                 | 0:48                                                     |
| 7.                                                       | «Rival Battle: Silver the Hedgehog»                                                  |                                                          | Хідеакі Кобаясі, Річард Джейкс                                                              |                                                          | 3:42                                                     |
| 8.                                                       | «Boss Battle: Death Egg Robot»                                                       |                                                          | Масато Накамура, Дзюн Сеноуе                                                                |                                                          | 2:57                                                     |
| 9.                                                       | «Open Your Hearth — Crush 40 vs. Circuit Freq RMX / Boss Battle: Perfect Chaos Pt-I» | Дзюн Сеноуе                                              | Дзюн Сеноуе, Кен'їті Токої, Circuit Freq                                                    | Crush 40, Circuit Freq                                   | 4:36                                                     |
| 10.                                                      | «Perfect Chaos Revival! / Boss Battle: Perfect Chaos Pt-II»                          |                                                          | Кен'їті Токої, Річард Джейкс                                                                |                                                          | 2:31                                                     |
| 11.                                                      | «Boss Battle: Egg Dragoon»                                                           |                                                          | Хідеакі Кобаясі, Річард Джейкс                                                              |                                                          | 3:00                                                     |
| 12.                                                      | «Boss Battle: Time Eater ver.1»                                                      |                                                          | Річард Джейкс                                                                               |                                                          | 2:19                                                     |
| 13.                                                      | «Boss Battle: Time Eater ver.2»                                                      |                                                          | Річард Джейкс                                                                               |                                                          | 2:23                                                     |
| 14.                                                      | «Boss Battle: Time Eater — Final Attack»                                             |                                                          | Дзюн Сеноуе                                                                                 |                                                          | 0:48                                                     |
| 15.                                                      | «White Space Medley»                                                                 |                                                          | Дзюн Сеноуе, Масато Накамура, Sega, Томоя Отані, Кен'їті Токої, Наофумі Хатая, Маріко Намба |                                                          | 10:14                                                    |
| 16.                                                      | «Menu 1»                                                                             |                                                          | Наофумі Хатая                                                                               |                                                          | 2:51                                                     |
| 17.                                                      | «Menu 2»                                                                             |                                                          | Хідеакі Кобаясі                                                                             |                                                          | 0:37                                                     |
| 18.                                                      | «Jingle: Invicible Ver. 1»                                                           |                                                          | Масато Накамура, Наофумі Хатая                                                              |                                                          | 0:19                                                     |
| 19.                                                      | «Jingle: Invicible Ver. 2»                                                           |                                                          | Масато Накамура, Дзюн Сеноуе                                                                |                                                          | 0:22                                                     |
| 20.                                                      | «Jingle: Timer»                                                                      |                                                          | Sega, Дзюн Сеноуе                                                                           |                                                          | 0:19                                                     |
| 21.                                                      | «Jingle: Act Clear»                                                                  |                                                          | Sega, Дзюн Сеноуе                                                                           |                                                          | 0:07                                                     |
| 22.                                                      | «Jingle: Result Ver. 1»                                                              |                                                          | Дзюн Сеноуе                                                                                 |                                                          | 0:26                                                     |
| 23.                                                      | «Jingle: Result Ver. 2»                                                              |                                                          | Дзюн Сеноуе                                                                                 |                                                          | 0:35                                                     |
| 24.                                                      | «Jingle: Game Over»                                                                  |                                                          | Sega, Дзюн Сеноуе                                                                           |                                                          | 0:14                                                     |
| 25.                                                      | «Skill: Precious Time / Ring Time»                                                   |                                                          | Sega, Дзюн Сеноуе                                                                           |                                                          | 0:22                                                     |
| 26.                                                      | «Skill: Time Brake»                                                                  |                                                          | Кен'їті Токої, Дзюн Сеноуе                                                                  |                                                          | 0:23                                                     |
| 27.                                                      | «Skill Shop»                                                                         |                                                          | Масато Накамура                                                                             |                                                          | 1:30                                                     |
| 28.                                                      | «Collection Room»                                                                    |                                                          | Sega, Дзюн Сеноуе                                                                           |                                                          | 2:42                                                     |
| 29.                                                      | «Gallery»                                                                            |                                                          | Sega, Дзюн Сеноуе                                                                           |                                                          | 4:16                                                     |
| 30.                                                      | «Cut Scene 1»                                                                        |                                                          | Річард Джейкс                                                                               |                                                          | 1:19                                                     |
| 31.                                                      | «Cut Scene 2»                                                                        |                                                          | Ютака Мінобе                                                                                |                                                          | 1:01                                                     |
| 32.                                                      | «Cut Scene 3»                                                                        |                                                          | Ясуфумі Фукуда                                                                              |                                                          | 1:17                                                     |
| 33.                                                      | «Cut Scene 4»                                                                        |                                                          | Річард Джейкс                                                                               |                                                          | 0:47                                                     |
| 34.                                                      | «Cut Scene 5»                                                                        |                                                          | Ютака Мінобе                                                                                |                                                          | 1:45                                                     |
| 35.                                                      | «Cut Scene 6»                                                                        |                                                          | Дзюн Сеноуе                                                                                 |                                                          | 0:27                                                     |
| 36.                                                      | «Cut Scene 7»                                                                        |                                                          | Річард Джейкс                                                                               |                                                          | 0:49                                                     |
| 37.                                                      | «Cut Scene 8»                                                                        |                                                          | Ясуфумі Фукуда                                                                              |                                                          | 3:41                                                     |
| 38.                                                      | «Cut Scene 9»                                                                        |                                                          | Дзюн Сеноуе                                                                                 |                                                          | 0:19                                                     |
| 39.                                                      | «Cut Scene 10»                                                                       |                                                          | Ясуфумі Фукуда                                                                              |                                                          | 1:49                                                     |
| 69:16                                                    |                                                                                      |                                                          |                                                                                             |                                                          |                                                          |

## Озвучування
Вперше за всю історію серії, в Sonic Generations був зроблений дубляж не тільки на англійську та японську мову, а й на французьку, німецьку, італійську та іспанську. Англійська версія Sonic Generations – третя гра в серії з оновленим акторським складом (попередніми були Sonic Free Riders та Sonic Colors, випущені у листопаді 2010 року). У той же час, в японській версії акторський склад озвучування залишається майже незмінним із часів Sonic Adventure. Над німецьким дубляжем працювали ті самі актори, які озвучували Sonic X. У версіях для Xbox 360, PlayStation 3 і Windows можна змінювати озвучування та субтитри, а версія гри на Nintendo 3DS має озвучування тільки однією мовою відповідно до регіону консолі, однак у налаштуваннях можна змінити мову субтитрів.
Класичний Сонік, як і у більшості «старих» ігор серії, не розмовляє. Відповідаючи сайту Kotaku, Аарон Веббер заявив, що Класичний Сонік міг би говорити, якби вони змогли отримати {Не переведено 5|}Джаліл Уайта|}Джаліла Уайта|en|Jaleel White}} — актора, який озвучував головного героя в трьох мультсеріалах 1990-х років: Adventures of Sonic the Hedgehog, Sonic the Hedgehog і Sonic Underground. Проте сам Джаліл Уайт у Твіттері спростував цю інформацію.
Нижче в таблиці вказані актори озвучування англійської та японської версії.
| Персонаж                            | Японский актёр озвучивания | Английский актёр озвучивания |
| ----------------------------------- | -------------------------- | ---------------------------- |
| Їжак Сонік (Сучасний)               | Дзюн'їті Канемару          | Роджер Крейг Сміт            |
| Майлз «Тейлз» Прауер (Сучасний)     | Ре Хірохасі                | Кейт Хіггінс                 |
| Майлз «Тейлз» Прауер (Класичний)    | Ре Хірохасі                | Такуто Йосінага              |
| Емі Роуз                            | Таеко Кавата               | Сінді Робінсон               |
| Єхидна Наклз                        | Нобутосі Канна             | Тревіс Віллінгем             |
| Кролиця Крим                        | Саяка Аокі                 | Мішель Рафф                  |
| Кажан Руж                           | Румі Отіай                 | Карен Страссман              |
| Хамелеон Еспіо                      | Юкі Масуда                 | Трой Бейкер                  |
| Кішка Блейз                         | Нао Такаморі               | Лора Бейлі                   |
| Крокодил Вектор                     | Кента Міяке                | Кіт Сільверстайн             |
| Бджола Чармен                       | Йоко Теппозука             | Коллін О'Шонессі             |
| Їжак Шедоу                          | Кодзі Юса                  | Кірк Торнтон                 |
| Їжак Сільвер                        | Оно Дайсуке                | Квінтон Флінн                |
| Доктор Еґман (Сучасний в Класичний) | Чікао Оцука                | Майк Поллок                  |
| Омочао                              | Ецуко Козакура             | Лора Бейлі                   |
| Примітки:1. 2. 3.                   |                            |                              |

## Оцінки та відгуки
| Агрегатор    | Оцінка                                                  |
| ------------ | ------------------------------------------------------- |
| GameRankings | 78,67 % (X360) 79,29 % (PS3) 78,43 % (ПК) 69,50 % (3DS) |
| Metacritic   | 77/100 (X360) 76/100 (PS3) 77/100 (ПК) 66/100 (3DS)     |

| Видання                            | Оцінка                            |
| ---------------------------------- | --------------------------------- |
| 1Up.com                            | B (X360/PS3)                      |
| AllGame                            | (X360) · (PS3) · (ПК) · (3DS)     |
| Computer and Video Games           | 7,5/10 (X360/PS3)                 |
| Destructoid                        | 8/10 (X360/PS3/ПК) 6,5/10 (3DS)   |
| Edge                               | 5/10 (PS3)                        |
| Electronic Gaming Monthly          | 6,5/10 (X360)                     |
| Eurogamer                          | 7/10 (PS3) 5/10 (3DS)             |
| Famitsu                            | 35/40                             |
| G4                                 | 4/5 (X360/PS3)                    |
| Game Informer                      | 6,75/10 (X360/PS3) 5,75/10 (3DS)  |
| GamePro                            | (X360/PS3)                        |
| GameSpot                           | 8/10 (X360/PS3)                   |
| GameSpy                            | (ПК)                              |
| GamesRadar+                        | 8/10 (X360/PS3) 7/10 (3DS)        |
| GameTrailers                       | 8,1/10                            |
| GameZone                           | 9/10 (X360/PS3) 7,5/10 (3DS)      |
| IGN                                | 8,5/10 (X360/PS3/ПК) 7/10 (3DS)   |
| Nintendo Power                     | 8/10 (3DS)                        |
| Nintendo World Report              | 7,5/10 (3DS) 8,5/10 (3DS)         |
| Official Nintendo Magazine         | 85 % (3DS)                        |
| Official U.S. PlayStation Magazine | 8/10 (PS3)                        |
| Official Xbox Magazine (США)       | 7/10 (X360)                       |
| PALGN                              | 9,5/10 (PS3) 6,5/10 (3DS)         |
| Pocket Gamer                       | 8,1/10 (X360)                     |
| Игромания                          | 6/10 (X360/PS3/ПК)                |
| Страна игр                         | 8,5/10 (X360/PS3/ПК) 6,5/10 (3DS) |

Версія Sonic Generations для основних консолей та Windows отримала здебільшого позитивні відгуки від ігрових критиків. За даними сайту Metacritic, середня оцінка гри становить 77 балів для Windows та Xbox 360, та 76 балів для PlayStation 3. Така сама статистика опублікована на GameRankings — 79,29 % для PlayStation 3, 78,67 % для Xbox 360, і 78,43 % для Windows. Багато журналістів назвали Sonic Generations найкращим платформером за участю Соніка.
Критики були в захваті від графіки та дизайн рівнів. За словами представника сайту Eurogamer Тома Бромвелла, у грі добре підібрано колірну гаму, а Джек Девріс і Брайан Альтано з IGN назвали 3D-модель Класичного Соніка зворушливою. Рецензенти з Eurogamer та 1UP.com вважають, що Sega прийняла розумне рішення за останні роки, знайшовши у Sonic Generations золоту середину в ігровому дизайні. Рецензент сайту GameSpy Рей Бернхольт пише: «Беручи до уваги, що рівні охоплюють всю ігрографію Соніка, вони [розробники] намагаються показати найкраще з обох світів [класики та сучасності], і їм це здебільшого вдається». Ігрові рівні Sonic Generations вийшли реалістичними, зона «Green Hill» отримала «підтяжку обличчя», а на деяких місцях присутні погоні вантажівки з пилами або політ на ракеті. Крім локації «Green Hill», добре вийшли інші ремейки зон зі старих ігор - «Chemical Plant» і «Sky Sanctuary». У грі також є рівні з більш ризикованих періодів серії, наприклад, «Crisis City» із Sonic the Hedghehog 2006 року або «Planet Wisp» із Sonic Colors. Сергій Цилюрик у журналі «Країна ігор» вважав, що деякі рівні можуть похвалитися декораціями – наприклад, нічний «Green Hill» та «Sky Sanctuary». Більшість критиків прийшли до думки, що кількість етапів у грі замало, боси вийшли надто легкими, але проходження місій було цікавим. В огляді IGN було зазначено, що хоча графіка в Sonic Generations відмінно виглядає в динаміці, вона виглядає не так добре при статичному зображенні, і в грі іноді спостерігаються проблеми з кадровою частотою.
Ігровий процес Sonic Generations отримав здебільшого високі оцінки. Натан Меньйо (GameSpot) визнав відмінно виконаними переходи від 2D до 3D і написав, що в грі чудово працює з'єднання найкращих елементів зі старого та нового геймплею. Як писав журналіст «СКраїни Ігор» Сергій Цилюрик, «інгредієнти додаються в рівних пропорціях: один рівень - одному Соніку, інший - іншому». Проте гра за головних героїв була ідеальної у власних очах критиків. За словами представників IGN, іноді здається, що Класичний Соник ніби пливе під час руху, а Сучасний Сонік може за будь-якої дрібної помилки стати як укопаний. Крім того, під час гри за сучасного Соніка трапляються неакуратні падіння в ями та порожнечі — Боб Макі (1UP.com) вважає, що такі моменти залишаються головними недоліками серії Sonic the Hedgehog та Sonic Team довго не може виправити ці проблеми у своїх іграх. Було позитивно зазначено, що друзі Соніка в місіях не є декораціями, а виступають як персонажі-помічники: наприклад, Тейлз може нести Соніка по небу, Емі може за допомогою свого молота запустити головного героя вгору, а Наклз здатний копати землю в пошуках скарбу і так далі. Деякі оглядачі були розчаровані ігровим процесом. Наприклад, Ілля Янович в огляді для журналу «Ігроманія» писав, що «найкраще в Sonic Generations виглядають елементи якраз із невдалих ігор на зразок Heroes і Riders, коли потрібно бездумно кудись летіти ракетою», тоді як при переході гри на Класичний платформер починаються серйозні проблеми з віртуальною камерою, і це не дає гравцеві зрозуміти, куди бігти, що робити і де стрибати. Ці недоліки також згадував у своїй рецензії представник Electronic Gaming Monthly Джеймс Піковер. Віртуальну камеру він назвав «поганою», а 2D- та 3D-перспективи, на його думку, виявилися зіпсованими. У версії гри Windows спостерігалися проблеми з управлінням.
Після виходу Sonic Generations критики позитивно оцінили музичний супровід гри. Джек Девріс і Браян Альтано з IGN хоч і розділили пісні на дві категорії — хіти і ті, що можна пропустити, — ремікси, на їхню думку, вийшли «крутими». Для Сергія Цилюрика з «Країни ігор» «ремікси добре знайомих мелодій виконані на тверду п'ятірку, і саундтрек Generations напевно влаштується в плей-листі чи не кожного фаната надзвукового їжака». З іншого боку, Цилюрик похвалив розробників можливість змінити музичну тему рівня на іншу. Представник сайту Square Enix Music Online, Джо Хаммонд, був вражений різноманітністю треків, які звучать у різних частинах франшизи. Сам саундтрек для ювілейної гри вийшов хорошим, проте, на думку Джо Хаммонда, деякі мелодії (наприклад, «Live & Learn» і «All Hail Shadow») звучать на рівнях безглуздо.
Неоднозначно оцінили сюжет гри, і думки критиків розділилися. Одним рецензентам сюжет подобався через гарний гумор і численні відсилання до попередніх ігор серії, більшу частину яких зрозуміють, переважно, шанувальники Соніка. «Sonic Team, найімовірніше, прислухалася до своїх шанувальників. У всій грі тут лише два ігрові персонажі — і обидва Соніки. Ні Верхогів [з Sonic Unleashed] та тупих мечів [із Sonic and the Black Knight]. Немає кота Біга або E-102 Гамми [з Sonic Adventure]…», - заявив Джастін Тауелл з GamesRadar. Критики IGN пишуть, що хоча історія в Sonic Generations може і виглядає зайвою, але вона є пошаною до минулих ігор серії Sonic the Hedgehog. Деяким журналістам сюжет не сподобався через схожість з історіями з дитячих мультфільмів, а іншим — через відеоролики з «втомливою балаканиною» персонажів.
Версія Sonic Generations для Nintendo 3DS була оцінена значно нижче, ніж версія для Xbox 360, PS3 і Windows. Середня оцінка проекту на сайтах Metacritic та GameRankings становить 66 балів та 69,50 % відповідно. Більшість рецензентів називали портативну версію гри найслабшим продуктом для Соніка за останні роки. Сергій Цилюрик із «Країни ігор» висловлювався: «Старша версія Sonic Generations — гра чудова, здатна порадувати не тільки давніх фанатів синього їжака, а й просто любителів хороших платформерів. Портативна Sonic Generations, на жаль, не більше ніж недоїдки з панського столу». Гру порівнювали з Sonic Rush, рівні (наприклад, «Radical Highway») називали безликими, а геймплей за двох різних Соніків у 3DS-версії зовсім і не здається таким вже різним. Його межі розмиваються, як тільки Класичний Сонік навчається прийому homing attack - це зводить нанівець весь сенс наявності двох повторюваних персонажів. Місії нічим не відрізняються від основної гри, а онлайн-режим може містити лаги.

### Нагороди та номінації
- Sonic Generations була номінована на премію Golden Joystick Awards 2012 у категоріях «Найкращий action-adventure»» та «Найкращий ігровий момент» за рівень «City Escape»[141].
- Редакція сайту GamesRadar нагородила гру званням «Кращий фансервіс» за 2011 рік.[142]
- Представники GameZone дали грі звання «Найкраща презентація»[143].
- Редакція Nintendo Power нагородила версію Sonic Generations для Nintendo 3DS званням «Найкращого ретро-відродження»[144].
- У голосуванні «50 найкращих ігор 2011 року», проведеному серед читачів Eurogamer, Sonic Generations посіла 47 місце[145].
- На премії «The Platinum Chalice Awards 2011», Sonic Generations зайняла 2-е місце в номінації «Найбільше поліпшення»[146].
- У 2012 році представник GamesRadar помістив Sonic Generations на 7-е місце у списку найкращих ігор серії[147].

### Продажі
Згідно з даними компанії Sega, кількість попередніх замовлень на Sonic Generations побила рекорди всіх попередніх ігор серії Sonic the Hedgehog і зробила її найочікуванішою грою за весь час існування цієї франшизи. За офіційними даними, на травень 2012 року по всьому світу було продано 1,85 мільйона екземплярів Sonic Generations.
За неофіційними даними, в перший тиждень продажів у Північній Америці гра розійшлася в кількості близько 170 тисяч екземплярів (98 тисяч на Xbox 360 та 71 тисяч на PlayStation 3) Це стало найкращим стартом серед ігор серії з часів Mario & Sonic at the Olympic Games для Wii. У цьому ж регіоні в перший тиждень було продано близько 68 тисяч екземплярів версій для Nintendo 3DS. За листопад 2011 року Sonic Generations стала 26-ю серед найпопулярніших ігор у США.
Серед найпопулярніших ігор Великої Британії за 30 жовтня — 5 листопада 2011 року Sonic Generations посіла десяте місце, незважаючи на те, що надійшла у продаж у цій країні лише 4 листопада. При цьому версій на Xbox 360 було продано більше, ніж на PlayStation 3, але обидві версії зайняли 6-е місце в чартах для своєї платформи. Однак незабаром загальний обсяг продажів у цьому регіоні впав: наступного тижня гра відійшла на 21-е місце, а третього тижня опинилася на 37-му місці. На четвертому тижні продажу, з виходом 3DS-версії та роздрібної ПК-версії, Sonic Generations відіграла дванадцять позицій, перемістившись на 25-е місце. При цьому версія для Nintendo 3DS в перші два дні продажів дебютувала на четвертому місці серед найпродаванінших ігор для даної консолі, в той час як порт для ПК опинився на 14 місці серед ігор для персонального комп'ютера.